# 凶悪 (映画)
『凶悪』（きょうあく）は2013年の日本の犯罪映画である。ノンフィクションベストセラー小説『凶悪 -ある死刑囚の告発-』（新潮45編集部編、新潮文庫刊、ISBN 4101239185）を原作とした社会派サスペンス・エンターテインメント映画である。
原作は、1999年に実際に起きた凶悪殺人事件「上申書殺人事件」を基に、獄中の死刑囚が告発した殺人事件の真相を新潮45編集部が暴き、首謀者逮捕に至るまでを描いた犯罪ドキュメントで、2009年に文庫化されて10万部を超えるベストセラーとなり、2011年12月にフジテレビ系バラエティ番組『奇跡体験!アンビリバボー』で紹介された。
第37回モントリオール世界映画祭フォーカス・オン・ワールド・シネマ部門に出品し、2013年12月6日から8日にかけてロサンゼルスで開催されたLA EigaFest 2013で、招待作品として上映された。
白石監督の初の長編作品とされることもあるが、白石は2010年公開の長編映画『ロストパラダイス・イン・トーキョー』で監督を務めた。

## ストーリー
スクープ雑誌「明潮24」に、東京拘置所に収監中の死刑囚・須藤から手紙が届く。記者の藤井は編集長の芝川から須藤に面会して話を聞いて来るように命じられる。藤井が須藤から聞かされたのは、警察も知らない須藤の余罪、3件の殺人事件とその首謀者である「先生」と呼ばれる男・木村の存在だった。木村を追いつめたいので記事にして欲しいという須藤の告白に、当初は半信半疑だった藤井も、取材を進めるうちに須藤の告発に信憑性があることを知ると、取り憑かれたように取材に没頭して行く。
「先生」木村が首謀し、須藤が関与したとされる殺人事件は以下の3件である。
- 借金を返さない菅原という男の態度に立腹して絞殺した木村は、死体の処理を須藤に依頼した。木村と須藤は森田という土建会社の社長を脅迫し、彼の会社の焼却炉を使って死体を焼いた。後日森田は建材の下敷きになる事故で植物状態になった。
- 島神剛志という地主を生き埋めにし、彼の土地を売却して一億数千万円の利益を得た。
- 牛場悟という電気店の隠居老人には5千万円の借金があった。妻、娘夫婦と共謀して8千万円の生命保険に加入させ、無理やり大量の酒を飲ませて殺した。

須藤はこのほか、木村は関わっていないが飲食店経営者を首吊りに見せかけて殺したことも告白した。ムショ仲間だったが須藤を裏切った佐々木（ケンちゃん）を川へ落として殺したこと、木村から預かった舎弟の日野とその交際相手の順子を暴行したあとマンションに灯油をまいて放火したことも話した。
須藤には五十嵐という舎弟がいた。「須藤さんのためなら死ねる」というほど彼を慕っていたが、放火殺人の容疑者として須藤と五十嵐の実名が報道された時、木村から「五十嵐が自分だけ逃げようとしている」と聞かされ、逆上した須藤は車の中で五十嵐を撃った。口封じをしたい木村にはめられ、可愛い舎弟を殺してしまったのである。
藤井は須藤の告白ひとつひとつについて丹念に取材してウラをとった。はじめバラバラにみえた話が一つにつながり告白が嘘ではないことを確信した。木村の犯罪を白日の下にさらしたい。そういう熱い気持ちでレポートを書いて警察に持ち込んだものの警察の反応は冷たかった。物証がない、まだ記事にするなと釘を刺された。はじめ懐疑的であった編集長の芝川はこの頃には藤井を信じるようになっていた。彼女は出版を決断し「誰も知らない3つの殺人」という記事は注目を集め掲載誌は部数をのばした。
警察も動き、記事が木村、牛場の妻、娘夫婦の逮捕につながった。須藤はこれに満足した。記者を利用して木村を逮捕させるだけでなく自分の死刑の執行を遅らせることも彼の目的であった。しかし藤井は満足できなかった。起訴の対象が牛場の保険金殺人だけならせいぜい無期懲役である。藤井の中には菅原や島神、さらには他にもあるはずの殺人についても立件し必ず死刑にしたい、そうしないと死者たちが浮かばれない、そういう執念のようなものが生まれていた。
取り憑かれたように取材を続ける藤井の頭の中は事件のことだけでいっぱいだった。まったく家庭をかえりみず、認知症の母の世話を長い間妻の洋子におしつけていた。ついに洋子は離婚届に判を押すよう迫ってきた。藤井は母を老人ホームに預け、須藤が地主の島神を埋めたと証言した場所に行き、土砂降りの中、証拠を求めてひとりシャベルで掘り続けた。

## キャスト
- 藤井修一 - 山田孝之[6]： スクープ雑誌「明潮24」の記者。モデルは『新潮45』編集部の宮本太一。
- 須藤純次 - ピエール瀧[6]： 死刑囚。元暴力団組長。
- 木村孝雄 - リリー・フランキー[6]： 「先生」と呼ばれている不動産ブローカー。
- 藤井洋子 - 池脇千鶴[6]： 藤井の妻。認知症の姑の介護に疲れ果てている。
- 藤井和子 - 吉村実子[6]： 藤井の母。認知症。
- 五十嵐邦之 - 小林且弥[6]： 須藤の舎弟。須藤に心酔している。
- 日野佳政 - 斉藤悠[6]： 木村から須藤に託された舎弟。
- 田中順子 - 範田紗々[7]： 日野の交際相手。
- 佐々木賢一 - 米村亮太朗[6]： 須藤のムショ仲間。須藤を裏切って殺される。
- 遠野静江 - 松岡依都美[6]： 須藤の内縁の妻。
- 遠野星姫 - 森田眞生、木村心結： 遠野の娘。
- 福森孝 - 九十九一[6]： 木村の共犯。身寄りのない老人を探して木村に紹介。
- 森田幸司 - 外波山文明[6]： 森田土建社長。木村の共犯。事故で植物状態に。
- 森田道江 - 竜のり子[8]： 森田幸司の妻。
- 牛場悟 - ジジ・ぶぅ[6]： 牛場電機設備の経営者。借金まみれの呑んだくれ。
- 牛場百合枝 - 白川和子[6]： 被害者の妻。夫・悟の殺害を木村たちに依頼。
- 牛場利明 - 廣末哲万[6]： 悟の娘婿。舅・悟の殺害を木村たちに依頼。
- 牛場恵美子 - 原扶貴子[6]： 悟と百合枝の娘。利明の妻。
- 木村幸恵 - 山田彩[9]、小倉明莉[注 1][10]： 「先生（木村・不動産ブローカー）」の娘。
- 芝川理恵 - 村岡希美[6]： 「明潮24」編集長。藤井の上司。モデルは当時の『新潮45』編集長の中瀬ゆかり。
- 池田太一 - ウダタカキ[11]： 「明潮24」の記者で藤井の同僚。
- 美花の父 - 田中隆三[12]： ストーカーに殺された風俗嬢の父。
- 菅原 - 伊藤紘[13]： 借金を返済しなかったことに怒った木村によって絞殺された。
- 島神剛志 - 五頭岳夫[14]： 木村たちによって生き埋めにされた地主。
- 新島 - 粟野史浩[15]： 佐々木賢一が所属する暴力団の頭。
- 老人 - 松熊信義： 落ち葉拾いしている老人。島神の隣人だった。
- 家主 - 田村勝彦[16]： 島神が埋められたとされる土地の地主。東京の業者に騙された買ったと証言。
- 警官1 - 田上晃吉[17]： 木村宅を訪問する藤井を公務執行妨害で逮捕する。
- 刑事 - 吉満涼太[18]、早坂直家： 藤井が持参した須藤の上申書を受け取る。
- 裁判長 - 伏見哲夫[19]： 須藤純次被告の裁判の裁判長。
- 検察官 - 信太昌之[20]： 須藤純次被告裁判の検察官。
- 弁護人 - 大滝寛[21]： 須藤純次被告裁判の須藤の弁護人。
- 弁護人 - 小川あつし[22]： 木村孝雄被告裁判の木村の弁護人。
- 裁判長 - 高瀬哲朗[23]： 木村孝雄被告裁判の裁判長。
- 検察官 - 齊藤あきら[24]： 木村孝雄被告裁判の検察官。
- グラビアアイドル - 矢吹春奈[25]： 二世議員と不倫したグラビアアイドル。
- スナック嬢 - 関亜弓[26]： 佐々木賢一の出所祝いを行ったスナックのスナック嬢。
- 刑事 - 上谷健一[27]
- アナウンサーの声 - 小磯一斉[28]、丸山千珠子[29]
- 介護師 - 増田恵美[30]

## スタッフ
- 原作：新潮45編集部編『凶悪 -ある死刑囚の告発-』
- 監督：白石和彌
- 脚本：高橋泉、白石和彌
- 製作：鳥羽乾二郎、十二村幹男
- エグゼクティブプロデューサー：由里敬三、藤岡修
- プロデューサー：赤城聡、千葉善紀、永田芳弘、齋藤寛朗
- アソシエイトプロデューサー：小室直子、小松直之
- ラインプロデューサー：大日方教史
- 音楽：安川午朗
- 撮影：今井孝博
- 美術：今村力
- 照明：水野研一
- 録音：浦田和治
- 編集：加藤ひとみ
- 衣裳：小里幸子
- ヘアメイク：小山徳美
- 音響効果：柴崎憲治
- 助監督：茂木克仁
- 制作担当：小川勝美
- キャスティング：田端利江
- 製作：日活、ハピネット
- 制作：フラミンゴ
- 制作協力：カズモ、ディーライツ
- 企画協力：新潮社
- 配給・宣伝：日活

## 作品の評価
冷酷な不動産ブローカー役を演じたリリー･フランキーは、ほぼ同時期に公開された『そして父になる』では暖かな家庭の父親役を演じており、演技の振れ幅が話題となった。

### 興行収入
興行通信社が2013年9月24日に発表した全国映画動員ランキングによれば、全国78スクリーンで公開され、土日2日間の成績は動員24,543人、興収33,687,500円を記録し、初登場8位となった。公開から11日で興収が1億円を超えた、2014年2月時点で2億円強の興収となり、年を超えてロングラン上映された。

### 受賞歴
- 第5回TAMA映画賞 最優秀新進監督賞（白石和彌）[36]
- 新藤兼人賞2013 金賞（白石和彌）[37]
- 第38回報知映画賞
  - 監督賞（白石和彌）[38]
  - 助演男優賞（ピエール瀧） ※『くじけないで』の演技と合わせて[39]
  - 助演女優賞（池脇千鶴） ※『舟を編む』『潔く柔く』の演技と合わせて[40]
- 第35回ヨコハマ映画祭[41]
  - 作品賞（2013年日本映画ベストテン第1位[42]）
  - 森田芳光メモリアル新人監督賞（白石和彌）
  - 音楽賞（安川午朗） ※『フィギュアなあなた』『甘い鞭』『人類資金』他と合わせて
  - 助演男優賞（リリー・フランキー） ※『そして父になる』の演技と合わせて
- 第26回日刊スポーツ映画大賞 助演男優賞（リリー・フランキー） ※『そして父になる』の演技と合わせて[43]
- 第87回キネマ旬報ベスト・テン
  - 日本映画ベスト・テン3位[44]
  - 助演男優賞（リリー・フランキー） ※『そして父になる』の演技と合わせて[45]
- 第37回日本アカデミー賞[46]
  - 優秀作品賞
  - 優秀監督賞（白石和彌）
  - 優秀脚本賞（高橋泉/白石和彌）
  - 優秀助演男優賞（ピエール瀧、リリー・フランキー）
- 第68回毎日映画コンクール[47]
  - 男優助演賞（ピエール瀧）
  - 音楽賞（安川午朗）
- 第28回高崎映画祭 最優秀新進女優賞（松岡依都美）[48]
- 第56回ブルーリボン賞 助演男優賞（ピエール瀧）[49]
- ムービープラス・アワード 2013[50]
  - 映画スペシャリスト大賞作品賞（邦画部門）3位
  - 映画スペシャリスト大賞俳優賞3位（リリー・フランキー） ※『そして父になる』の演技と合わせて
  - 映画スペシャリスト大賞ベストバトル賞1位 ※『パシフィック・リム』と同票
- 映画芸術 2013年日本映画ベストテン＆ワーストテン・ワースト10位[51]
- 第23回東京スポーツ映画大賞 助演男優賞（リリー･フランキー） ※『そして父になる』の演技と合わせて[52]
- 第23回日本映画批評家大賞[53]
  - 助演男優賞（リリー・フランキー）※『そして父になる』の演技と合わせて
  - 新人監督賞（白石和彌）

## 海外映画祭
ロサンゼルスで開催されている「LA EigaFest 2013」で招待作品として上映された。

## DVD/ブルーレイ
「キャストバージョン」と「原作バージョン」の2種類のオーディオコメンタリーを収録したDVDとBlu-ray Discを2014年4月2日に発売（レンタル版は未収録）した。「キャストバージョン」は山田孝之、ピエール瀧、リリー・フランキー、白石和彌監督、「原作バージョン」は記者の宮本太一、編集長の中瀬ゆかり、白石和彌監督、がそれぞれ参加して撮影時の苦労話や記事発表当時の様子を語る。